# Эксперимент Милгрэма
Эксперимент Стэ́нли Ми́лгрэма (англ. Stanley Milgram) — серия экспериментов в социальной психологии, проведённых с августа 1961-го по 27 мая 1962 года, первый из которых был описан в 1963 году психологом Стэнли Милгрэмом из Йельского университета в статье «Подчинение: исследование поведения» (Behavioral Study of Obedience), а позднее в книге «Подчинение авторитету: научный взгляд на власть и мораль» (Obedience to Authority: An Experimental View; 1974).

## Введение
В своём эксперименте Милгрэм пытался прояснить вопрос: сколько страданий готовы причинить обыкновенные люди другим, совершенно невинным людям, если подобное причинение боли входит в их рабочие обязанности? В нём была продемонстрирована неспособность испытуемых открыто противостоять «начальнику» (в данном случае исследователю, одетому в лабораторный халат), который приказывал им выполнять задание, несмотря на якобы сильные страдания, причиняемые другому участнику эксперимента (в реальности подсадному актёру). Результаты эксперимента показали, что необходимость повиновения авторитетам укоренилась в сознании людей настолько глубоко, что испытуемые продолжали выполнять указания, несмотря на моральные страдания и сильный внутренний конфликт. Впрочем, современные исследования подвергают критике результаты эксперимента Милгрэма.

## Предыстория
Фактически Милгрэм начал свои изыскания, чтобы прояснить вопрос: как немецкие граждане в годы нацистского господства могли участвовать в уничтожении миллионов невинных людей в концентрационных лагерях? После отладки своих экспериментальных методик в Соединённых Штатах Милгрэм планировал отправиться с ними в Германию, жители которой, как он полагал, весьма дисциплинированны и склонны к повиновению. Однако после первого же проведённого им в Нью-Хэйвене (штат Коннектикут) эксперимента стало ясно, что в поездке в Германию нет необходимости и можно продолжать заниматься научными изысканиями рядом с домом. «Я обнаружил столько повиновения, — говорил Милгрэм, — что не вижу необходимости проводить этот эксперимент в Германии».
Впоследствии эксперимент Милгрэма всё же был повторён в Германии, а также в Голландии, Испании, Италии, Австрии и Иордании, при этом везде его результаты оказывались такими же, как и в США. Подробный отчёт об этих экспериментах опубликован в книге Стэнли Милгрэма Obedience to Authority (1973) или, например, в книге Миуса и Рааймэйкерса (Meeus W. H. J., Raaijmakers Q. A. W. (1986). Administrative obedience: Carrying out orders to use psychological-administrative violence. European Journal of Social Psychology, 16, 311—324).

## Описание эксперимента
Участникам эксперимента он был представлен как исследование влияния боли на память. В опыте участвовали экспериментатор, испытуемый и актёр, игравший роль другого испытуемого. Заявлялось, что один из участников («ученик») должен заучивать пары слов из длинного списка, пока не запомнит каждую пару, а другой («учитель») — проверять память первого и наказывать его за каждую ошибку всё более сильным электрическим разрядом.
В начале эксперимента роли учителя и ученика распределялись между испытуемым и подсадным актёром «по жребию» с помощью сложенных листов бумаги со словами «учитель» и «ученик», причём всё было подстроено так, чтобы испытуемому всегда доставалась роль учителя. После этого «ученика» демонстративно привязывали к креслу с электродами. «Учитель» получал один демонстрационный удар током, после чего был уверен в том, что всё происходит по-настоящему.
«Учитель» уходил в другую комнату и садился за стол перед прибором-генератором. Генератор представлял собой ящик, на лицевой панели которого были размещены 30 переключателей от 15 до 450 В, с шагом в 15 В. Экспериментатор пояснял «учителю», что при нажатии на каждый из переключателей через тело ученика проходит электрический ток соответствующего напряжения, при отпускании переключателя действие тока прекращается. Каждый нажатый переключатель после отпускания остаётся в нижнем положении, чтобы «учитель» не забывал, какой выключатель был уже нажат, а какой нет. Над каждым переключателем написано соответствующее ему напряжение, кроме того, группы выключателей подписаны поясняющими фразами: «Слабый удар» (англ. Slight Shock), «Умеренный удар» (Moderate Shock), «Сильный удар» (Strong Shock), «Очень сильный удар» (Very Strong Shock), «Интенсивный удар» (Intense Shock), «Крайне интенсивный удар» (Extreme Intensity Shock), «Опасно: труднопереносимый удар» (Danger: Severe Shock). Последние два переключателя графически обособлены и помечены надписью «X X X». Панель прибора изготовлена в высоком качестве, имеются надписи о назначении (генератор 15—450 В) и производителе (Type ZLB, Dyson Instrument Company, Waltham, Mass.), на панели имеется стрелочный вольтметр. Нажатие переключателей сопровождалось загоранием соответствующих лампочек, а также жужжанием и щелчками реле. Иными словами, прибор производил серьёзное впечатление реального, не давая повода сомневаться в подлинности эксперимента.
После инструктажа начинался эксперимент, и «учитель» зачитывал «ученику» список ассоциативных пар слов, которые «ученик» должен был запомнить. Затем «учитель» зачитывал первое слово из пары и четыре варианта ответа. «Ученик» должен был выбрать правильный вариант и нажать соответствующую ему одну из четырёх кнопок, находившихся у него под рукой. Ответ ученика отображался на световом табло перед учителем. В случае ошибки «учитель» сообщал, что ответ неверен, сообщал, удар каким напряжением получит «ученик», нажимал на кнопку, якобы наказывающую «ученика» ударом тока, и затем сообщал правильный ответ. Начав с 15 В, «учитель» с каждой новой ошибкой должен был увеличивать напряжение с шагом в 15 В вплоть до 450 В. При достижении 450 В экспериментатор требовал, чтобы «учитель» продолжал использовать последний выключатель (450 В). После трёхкратного использования последнего переключателя эксперимент прекращался.
На самом деле актёр, игравший «ученика», только делал вид, что получает удары, ответы ученика были стандартизованы и подбирались таким образом, чтобы в среднем на каждый верный ответ приходилось три ошибочных. Таким образом, когда «учитель» дочитывал вопросы до конца первого листа, ученику назначался удар в 105 В, после этого «учитель» брал второй лист, а экспериментатор просил начинать снова с 15 В, и, достигнув конца листа, начинать читать вопросы сначала, пока ученик не выучит все пары. Этим самым «учителю» давалась возможность освоиться и привыкнуть к своим обязанностям, кроме того, явно показывалось, что эксперимент не прекратится при достижении конца перечня вопросов.
Если испытуемый проявлял колебания, то экспериментатор требовал продолжения одной из заготовленных фраз:
- «Пожалуйста, продолжайте» (Please continue/Please go on);
- «Эксперимент требует, чтобы вы продолжили» (Experiment requires that you continue);
- «Абсолютно необходимо, чтобы вы продолжили» (It is absolutely essential that you continue);
- «У вас нет другого выбора, вы должны продолжать» (You have no other choice, you must go on).

Эти фразы произносились по порядку, начиная с первой, когда «учитель» отказывался продолжать эксперимент. Если «учитель» продолжал отказываться, произносилась следующая фраза из списка. Если «учитель» отказывался после 4-й фразы, эксперимент прерывался.
Кроме того, были две специальные фразы. На случай, если испытуемый спрашивал, не получит ли «ученик» повреждений, экспериментатор отвечал: «Несмотря на то, что удары током могут быть болезненными, они не приведут к долговременным повреждениям тканей» (Although the shock may be painful, there is no permanent tissue damage). Если испытуемый обращал внимание на то, что «ученик» отказывается продолжать, экспериментатор отвечал: «Нравится ли ученику это, или нет, вы должны продолжать, пока он не выучит правильно все пары слов» (Whether the learner likes it or not, you must go on until he has learned all the word pairs correctly). По ходу эксперимента в фильме Милгрэма видно, что экспериментатор при необходимости использовал и иные фразы, например, заверял, что он сам несёт ответственность, если с «учеником» что-либо случится. При этом, однако, экспериментатор никак не угрожал сомневающимся «учителям».
Участники получали денежное вознаграждение в размере 4,5 доллара за участие в эксперименте, однако перед началом экспериментатор предупреждал, что деньги выплачиваются за приход в лабораторию, и они останутся у испытуемых вне зависимости от того, что произойдёт дальше. Проведённые впоследствии исследования на 43 субъектах, участвовавших без вознаграждения, но являвшихся студентами того же Йельского университета, показали схожие результаты.

### Основной вариант эксперимента
В первом варианте эксперимента, который описан Милгрэмом в его работе Behavioral Study of Obedience, «ученик» находился в соседнем с «учителем», звукоизолированном помещении. «Учитель» не слышал возгласов «ученика», но на 300 вольтах тот начинал отчётливо для «учителя» стучать в стену. После этого ученик переставал выдавать ответы при помощи табло. Экспериментатор требовал трактовать отсутствие ответа в течение 5—10 секунд как неверный ответ и назначать следующий удар. На следующем ударе (315 В) также раздавались стуки в стену без ответа на табло, в дальнейшем от ученика не подавалось ни ответов, ни звуков.

### Фильм «Obedience»
В документальном фильме Милгрэма «Obedience», отображающем ход эксперимента, показан доработанный вариант. В этом варианте «ученик» перед началом эксперимента предупреждает, что в прошлом имел проблемы с сердцем. Кроме того, «ученик» не был звукоизолирован от «учителя», так что последний мог слышать его вскрикивания. На 150 вольтах актёр-«ученик» начинал требовать прекратить эксперимент и жаловаться на сердце, при этом экспериментатор говорил «учителю»: «Эксперимент необходимо продолжать. Продолжайте, пожалуйста». По мере увеличения напряжения актёр разыгрывал всё более сильный дискомфорт, затем сильную боль, и, наконец, кричал, требуя, чтобы эксперимент прекратили. На 300 вольтах «ученик» заявлял, что отказывается дальше участвовать в эксперименте и не будет давать ответы, но продолжал истошно кричать при назначении удара. Начиная с 345 вольт, «ученик» переставал кричать и подавать признаки жизни.
«Ученик» требовал выпустить его, прекратить эксперимент, жаловался на сердце, отказывался отвечать, но не ругал «учителя» или экспериментатора, не грозил отмщением или судебным преследованием, и даже просто не обращался к «учителю» напрямую.

## Результаты
В одной серии опытов основного варианта эксперимента 26 испытуемых из 40 (65 %), вместо того, чтобы сжалиться над жертвой, продолжали увеличивать напряжение (до 450 В) до тех пор, пока исследователь не отдавал распоряжение закончить эксперимент. Лишь пятеро испытуемых (12,5 %) остановились на напряжении в 300 В, когда от жертвы появились первые признаки недовольства (стук в стену) и ответы перестали поступать. Ещё четверо (10 %) остановились на напряжении 315 В, когда жертва второй раз стучала в стену, не давая ответа. Двое (5 %) отказались продолжать на уровне 330 В, когда от жертвы перестали поступать как ответы, так и стуки. По одному человеку — на трёх следующих уровнях (345, 360 и 375 В). Оставшиеся 26 из 40 дошли до конца шкалы.

## Дискуссии и предположения
За несколько дней до начала своего эксперимента Милгрэм попросил нескольких своих коллег (студентов-выпускников, специализировавшихся в области психологии в Йельском университете, где проводился эксперимент) ознакомиться с планом исследования и попробовать угадать, сколько испытуемых-«учителей» будут, несмотря ни на что, увеличивать напряжение разряда до тех пор, пока их не остановит (при напряжении 450 В) экспериментатор. Большинство опрошенных психологов предположили, что таким образом поступят от одного до двух процентов всех испытуемых.
Также были опрошены 39 психиатров. Они дали ещё менее верный прогноз, предположив, что продолжат эксперимент до половины напряжения (225 В) не более 20 % испытуемых и лишь один из тысячи повысит напряжение до предела. Никто не ожидал поразительных результатов, которые были получены — вопреки всем прогнозам, большинство испытуемых подчинялись указаниям руководившего экспериментом учёного и наказывали «ученика» электрошоком даже после того, как тот начинал кричать и бить в стену ногами.
Для объяснения проявленной испытуемыми жестокости было высказано несколько предположений.
- Испытуемых гипнотизировал авторитет Йельского университета.
- Все испытуемые были мужчинами, поэтому имели биологическую склонность к агрессивным действиям.
- Испытуемые не понимали, насколько сильный вред, не говоря о боли, могли причинить «ученикам» столь мощные электрические разряды.
- Испытуемые просто имели склонность к садизму и наслаждались возможностью причинить страдание.
- Все участвовавшие в эксперименте были людьми, склонными к подчинению авторитету экспериментатора и причинению страданий испытуемому, так как остальные просто отказались участвовать в эксперименте сразу или узнав его подробности, не нанеся таким образом ни одного удара током «ученику». Естественно, что отказавшиеся от участия в эксперименте в статистику не попали.

При дальнейших экспериментах ни одно из этих предположений не подтвердилось.

### Результаты мало зависели от авторитета университета
Милгрэм повторил эксперимент, сняв помещение в Бриджпорте (штат Коннектикут) под вывеской «Исследовательская ассоциация Бриджпорта» и отказавшись от каких-либо ссылок на Йельский университет. «Исследовательская ассоциация Бриджпорта» представлялась коммерческой организацией. Результаты изменились незначительно: дойти до конца шкалы согласились 48 % испытуемых.

### Пол испытуемого не влиял на результаты
Другой эксперимент показал, что пол испытуемого не имеет решающего значения; «учителя»-женщины вели себя точно так же, как и мужчины в первом эксперименте Милгрэма.

### Люди осознавали опасность электрического тока для «ученика»
Ещё в одном эксперименте изучалось предположение, что испытуемые недооценивали потенциальный физический вред, причиняемый ими жертве. Перед началом дополнительного эксперимента «ученику» была дана инструкция заявить, что у него больное сердце и он не выдержит сильных ударов током. В процессе эксперимента «ученик» начинал кричать: «Всё! Выпустите меня отсюда! Я говорил вам, что у меня больное сердце. Моё сердце начинает меня беспокоить! Я отказываюсь продолжать! Выпустите меня!». Однако поведение «учителей» не изменилось; 65 % испытуемых добросовестно выполняли свои обязанности, доводя напряжение до максимума.

### Испытуемые были обыкновенными людьми
Предположение о том, что испытуемые имели нарушенную психику (или особую склонность к подчинению), также было отвергнуто как не имеющее под собой оснований. Люди, откликнувшиеся на объявление Милгрэма и изъявившие желание принять участие в эксперименте по изучению влияния наказания на память, по возрасту, профессии и образовательному уровню являлись среднестатистическими гражданами. Более того, ответы испытуемых на вопросы специальных тестов, позволяющих оценить личность, показали, что эти люди были вполне нормальными и имели достаточно устойчивую психику. Фактически они ничем не отличались от обычных людей; Милгрэм сказал про них: «Они и есть мы с вами».

### Испытуемые не были садистами
Предположение, что испытуемые были садистами и получали наслаждение от страданий жертвы, было опровергнуто несколькими экспериментами.
- Когда экспериментатор уходил, а в комнате оставался его «ассистент», лишь 20 % соглашались на продолжение эксперимента.
- Когда испытуемому давали право самому выбирать напряжение, 95 % оставались в пределах 150 вольт.
- Когда указания давались по телефону, послушание сильно уменьшилось (до 20 %). При этом многие испытуемые притворялись, что продолжают эксперименты.
- Если в эксперименте участвовали двое исследователей, один из которых приказывал остановиться, а другой настаивал на продолжении эксперимента, большинство испытуемых прекращали эксперимент.

## Дополнительные эксперименты
В 2002 году Томас Бласс из Мэрилендского университета опубликовал в журнале «Psychology Today» сводные результаты всех повторений эксперимента Милгрэма, сделанных в США (со средним результатом 61 %) и за их пределами (66 %). Минимальный результат был 28 %, максимальный — 91 %. Существенной зависимости от года проведения эксперимента обнаружено не было.
Если Милгрэм прав и участники эксперимента — такие же обычные люди, как мы, то вопрос: «Что может заставить людей вести себя подобным образом?» — приобретает личный характер: «Что может заставить нас поступать таким образом?». Милгрэм уверен — в нас глубоко укоренилось сознание необходимости повиновения авторитетам. По его мнению, в проводившихся им экспериментах решающую роль играла неспособность испытуемых открыто противостоять «начальнику» (в данном случае исследователю, одетому в лабораторный халат), который приказывал испытуемым выполнять задание, несмотря на сильную боль, причиняемую «ученику».
Милгрэм приводит веские доводы, подтверждающие его предположение. Ему было очевидно, что, если бы исследователь не требовал продолжать эксперимент, испытуемые быстро вышли бы из игры. Они не хотели выполнять задание и мучились, видя страдания своей жертвы. Испытуемые умоляли экспериментатора позволить им остановиться, а когда тот им этого не разрешал, то продолжали задавать вопросы и нажимать на кнопки. Однако при этом испытуемые покрывались испариной, дрожали, бормотали слова протеста и снова молили об освобождении жертвы, хватались за голову, так сильно сжимали кулаки, что их ногти впивались в ладони, кусали губы до крови, а некоторые начинали нервно смеяться. Вот что рассказывает человек, наблюдавший за ходом эксперимента:

Я видел, как в лабораторию вошёл солидный бизнесмен, улыбающийся и уверенный в себе. За 20 минут он был доведён до нервного срыва. Он дрожал, заикался, постоянно дергал мочку уха и заламывал руки. Один раз он ударил себя кулаком по лбу и пробормотал: «О Боже, давайте прекратим это». И тем не менее, он продолжал реагировать на каждое слово экспериментатора и безоговорочно ему повиновался.
— Милгрэм, 1963
Милгрэм провёл несколько дополнительных экспериментов и в результате получил данные, ещё более убедительно свидетельствующие о верности его предположения.

### Испытуемый отказывался подчиняться человеку равного ранга
Так, в одном случае он внёс в сценарий существенные изменения. Теперь исследователь велел «учителю» остановиться, в то время как жертва храбро настаивала на продолжении эксперимента. Результат говорит сам за себя: когда продолжать требовал всего лишь такой же испытуемый, как и они, испытуемые в 100 % случаев отказались выдать хоть один дополнительный электрический разряд.
В другом случае исследователь и второй «испытуемый» менялись ролями таким образом, что привязанным к креслу оказывался экспериментатор. При этом второй «испытуемый» приказывал «учителю» продолжать, в то время как исследователь бурно протестовал. И вновь ни один испытуемый не прикоснулся к кнопке.

### При конфликте авторитетов испытуемый прекращал действия
Склонность испытуемых к безоговорочному повиновению авторитетам была подтверждена результатами ещё одного варианта основного исследования. На этот раз «учитель» оказывался перед двумя исследователями, один из которых приказывал «учителю» остановиться, когда жертва молила об освобождении, а другой настаивал на продолжении эксперимента. Противоречивые распоряжения приводили испытуемых в замешательство. Сбитые с толку испытуемые переводили взгляд с одного исследователя на другого, просили обоих руководителей действовать согласованно и отдавать одинаковые команды, которые можно было бы без раздумий выполнять. Когда же исследователи продолжали «ссориться» друг с другом, «учителя» пытались понять, кто из них двоих главнее. В конечном итоге, не имея возможности подчиняться именно авторитету, каждый испытуемый-«учитель» начинал действовать, исходя из своих лучших побуждений, и прекращал наказывать «ученика».

### Другие варианты эксперимента
- Милгрэмом дополнительно были проведены эксперименты в варианте, когда «ученик» сидит в одной комнате с «учителем». В этом случае послушание уменьшалось.
- В ином варианте эксперимента, также проведённом Милгрэмом, «ученик» находился рядом с «учителем» и «получал» удары, только если прижимал руку к металлической пластине. На 150 вольтах «ученик» отказывался прикладывать руку к пластине, и в этом случае экспериментатор требовал, чтобы «учитель» держал «ученика» за руку и прикладывал его руку к пластине насильно. В этом случае послушание было ещё меньше. Таким образом, было выяснено, что близость жертвы обратно сказывается на послушании.
- В других вариантах в эксперименте также участвовали один или два дополнительных «учителя». Их тоже играли актёры. В варианте, когда актёр-«учитель» настаивал на продолжении, только 3 из 40 испытуемых прекратили эксперимент. В другом случае двое актёров-«учителей» отказывались продолжать эксперимент — и 36 из 40 испытуемых делали то же самое.
- Когда один экспериментатор был «учеником» и требовал прекратить эксперимент, а другой экспериментатор требовал продолжать — 100 % испытуемых прекращали его.

## Выводы
По мнению Милгрэма, полученные данные свидетельствуют о наличии интересного феномена: «это исследование показало чрезвычайно сильно выраженную готовность нормальных взрослых людей идти неизвестно как далеко, следуя указаниям авторитета».

## Критика
Часть результатов эксперимента была скрыта экспериментаторами. После анализа 656 постэкспериментальных опросников, исследователи выяснили, что 56 % участников прекращали эксперимент в тот или иной момент, так как верили, что человек за стеной действительно испытывает боль. В другом исследовании английские и немецкие социологи, проанализировавшие 91 архивных интервью с испытуемыми, сообщили, что среди 46 участников, продолжающих эксперимент после недовольства жертвы, 33 участника (72 %) делали это, поскольку не верили в то, что жертве действительно причиняется боль (так и было — актёры-жертвы имитировали её).
Исходя из этого, можно ориентировочно говорить, что более 85 % участников эксперимента Милгрэма оказались неспособными намеренно причинять боль другому человеку «ради высшей цели».

## Интерпретации
Милгрэм выдвинул две теории:
- Теория конформизма, основанная на экспериментах Аша, описывающая фундаментальные отношения между референтной группой и индивидуумом. Субъект, не обладая возможностью или компетентностью для принятия решения, отдаёт его на волю группы и её иерархии.
- Теория субъектности, согласно которой, по Милгрэму «суть подчинения заключается в том, что человек приходит к рассмотрению себя как инструмента для исполнения пожеланий другого человека, и следовательно, более не считает себя ответственным за свои действия. Как только этот критический сдвиг точки зрения происходит, за ним следуют все основные признаки подчинения»[8].

### Альтернативные интерпретации
В своей книге «Иррациональное изобилие» экономист Роберт Шиллер утверждает, что есть и другие факторы, которые могут быть частично ответственны за результат эксперимента:

[Люди] привыкли к тому, что если эксперты говорят им, что все в порядке, то скорее всего так и есть, даже если кажется, что это не так. (На самом деле, стоит отметить, что в этом случае экспериментатор действительно был прав: все было в порядке и можно было продолжать удары током — хотя большинство испытуемых не подозревали о причине.)
Оригинальный текст (англ.)
[People] have learned that when experts tell them something is all right, it probably is, even if it does not seem so.  (In fact, it is worth noting that in this case the experimenter was indeed correct: it was all right to continue giving the "shocks"—even though most of the subjects did not suspect the reason.)

В 2006 году был проведён эксперимент, в ходе которого на месте обучаемого, получавшего удары током, находился компьютерный аватар, и участники эксперимента были в курсе того, что обучаемый нереален. При этом экспериментаторы указали в отчёте, что их физиологическая реакция была такой, «как будто всё реально».
В ещё одном варианте объяснения результатов Милгрэма в качестве основной причины предлагается эффект стойкости убеждения.

Нельзя полагаться на людей в том, что они осознают, что кажущаяся доброжелательной власть на самом деле злонамеренна, даже когда они сталкиваются с подавляющими доказательствами того, что эта власть действительно злонамеренна. Следовательно, основная причина поразительного поведения испытуемых вполне может быть умозрительна, а предполагаемая «способность человека отказаться от своей человечности…, поскольку он присоединяет свою уникальную личность к более крупной институциональной структуре» тут ни при чём.

Оригинальный текст (англ.)
People cannot be counted on is to realize that a seemingly benevolent authority is in fact malevolent, even when they are faced with overwhelming evidence which suggests that this authority is indeed malevolent. Hence, the underlying cause for the subjects striking conduct could well be conceptual, and not the alleged 'capacity of man to abandon his humanity … as he merges his unique personality into larger institutional structures'.

Это последнее объяснение получает некоторую поддержку в эпизоде 2009 года в документальном сериале BBC «Горизонт», в котором упоминается повторение эксперимента Милграма. Из двенадцати участников только трое отказались продолжать эксперимент до конца. Выступая во время эпизода, социальный психолог Клиффорд Стотт обсуждает влияние, которое идеализм научного исследования оказал на добровольцев. Он отметил: «Влияние идеологично. Речь идёт о том, что, по их мнению, является наукой, что наука является положительным продуктом, она даёт полезные результаты и знания, которые полезны для общества. Таким образом, существует ощущение, что наука предоставляет какую-то систему на благо».
Основываясь на влиянии идеализма, некоторые недавние исследователи предлагают концепцию «вовлечённого последователя». Основываясь на анализе архива Милгрэма, в недавнем исследовании социальные психологи Алекс Хаслам, Стивен Райхер и Меган Бирни из Университета Квинсленда обнаружили, что люди с меньшей вероятностью подчиняются предложениям ведущего экспериментатора, когда предложения напоминают приказ. Однако, когда экспериментатор подчёркивает важность эксперимента для науки (то есть «Эксперимент требует, чтобы вы продолжили»), люди подчиняются с большей охотой. Исследователи предполагают концепцию «вовлечённого следования»: люди не просто подчиняются приказам лидера, но вместо этого хотят продолжить эксперимент из-за их желания поддерживать научные цели лидера и из-за отсутствия отождествления себя с обучаемым. Нейрофизиологическое исследование также поддерживает эту концепцию: наблюдение участников за обучаемым, получающим удары электричеством, не активирует у них области мозга, заведующие эмпатией.

## Исследование Хаггарда
В 2015 году Патрик Хаггард из Университетского колледжа Лондона с коллегами из Свободного университета Брюсселя провели новое исследование, в котором эксперимент усложнили. В ходе этого эксперимента, включавшего в себя снятие ЭЭГ, было выявлено, что человек снимает с себя ответственность за действия вне зависимости от характера подаваемого приказа.

## Повторение эксперимента
В 2015 году польские социальные психологи из Университета социальной психологии и гуманитарных наук Дариуш Долинский, Томаш Гжиб, Михал Фолважный, Патриция Гжибала, Каролина Кжужиха, Каролина Мартиновска и Якуб Трояновский попробовали воспроизвести эксперимент Милгрэма. Итоги их работы были опубликованы в статье «Вы бы причинили электрический шок в 2015 году? Послушание в экспериментальной парадигме, разработанной Стэнли Милгрэмом, в течение 50 лет после оригинальных исследований» (англ. Would You Deliver an Electric Shock in 2015? Obedience in the Experimental Paradigm Developed by Stanley Milgram in the 50 Years Following the Original Studies) в научном журнале Social Psychological and Personality Science. В эксперименте приняло участие 80 человек в возрасте от 18 до 69 лет, число мужчин и женщин было равным. Половине участников за вознаграждение было предложено производить нажатие десяти различных кнопок, которые якобы должны были посредством электрических ударов различного напряжения причинять физическую боль другой половине испытуемых (в действительности никто из участников не подвергался ударам тока). В итоге было выявлено, что почти 90 % участников готовы были пойти на это. Также было установлено, что если в качестве жертвы выступала женщина, то число согласившихся на причинение физических страданий уменьшалось.

## Упоминания в массовой культуре
- «И… как Икар» (1979) — эксперимент является одним из центральных эпизодов фильма.
- «Экспериментатор» (2015) — биографический фильм об эксперименте.
- «Гарри Поттер и методы рационального мышления» — упоминание эксперимента в 63-й главе.
- «Добро пожаловать в класс превосходства» — главный герой сравнивает действия девушки из параллельного класса с экспериментом в 3-й главе 4-го тома.
- «Жестокий урок» — пьеса Валентина Красногорова. Эксперимент составляет основу сюжета пьесы и имеет название «Послушание».
- «Синдром Е» - книга писателя Франка Тилье. В ходе беседы детектива с героем повествования упоминается данный эксперимент.
- “The Running Grave” - 7-й детектив Роберта Джилбрайта (Джоанны Роулинг) о Страйке. Стр.705: «You know the Milgram experiment? - Yes. Participants were instructed to administer increasingly strong electric shocks to another person, every time that person answered a question wrongly. And 65% continued turning up the dial until they were administering what they thought was a dangerously high level of electricity.”